# رده‌بندی اصلی در جیرو دیتالیا
رده‌بندی اصلی در جیرو دیتالیا مهم‌ترین رده‌بندی در مسابقات دوچرخه‌سواری جیرو دیتالیا است که برندهٔ نهایی مسابقه را مشخص می‌کند. این رده‌بندی مهم‌تر از رده‌بندی‌های ثانویه مسابقه از جمله رده‌بندی امتیازی و رده‌بندی کوهستان است.
در نخستین دوره‌های جیرو دیتالیا نظام امتیازی برای محاسبه رده‌بندی اصلی به کار می‌رفت؛ ولی از سال ۱۹۱۴ نظام زمانی مورد استفاده قرار گرفت. نتیجهٔ همهٔ مراحل با یکدیگر جمع می‌شود؛ جایزهٔ زمانی برندگان خط پایان و اسپرینت‌های میانی و جریمهٔ زمانی مربوط به زیر پا گذاشتن قانون نیز اعمال می‌شود.
از سال ۱۹۳۱ رهبر رده‌بندی اصلی پیراهن صورتی (ایتالیایی: maglia rosa) را به تن می‌کند. رنگ صورتی که برای پیراهن رهبر رده‌بندی اصلی به کار می‌رود، به این دلیل انتخاب شد که روزنامهٔ ورزشی لا گاتزتا دلو اسپورت که پدید آورندهٔ جیرو بود، روی کاغذهای صورتی چاپ می‌شد. در مقام مقایسه، رنگ زرد پیراهن اعطایی به رهبر رده‌بندی اصلی در تور دو فرانس نیز به دلیل چاپ روزنامهٔ اوتو (پدید آورندهٔ تور دو فرانس) روی کاغذ زرد بود.